# Maxillaria poeppigiana
Maxillaria poeppigiana är en orkidéart som beskrevs av Ernst Gottlieb von Steudel. Maxillaria poeppigiana ingår i släktet Maxillaria och familjen orkidéer. Inga underarter finns listade i Catalogue of Life.